# Pisipark (South Park)
A Pisipark (Pee) a South Park című amerikai animációs sorozat 194. epizódja (13. évadjának 14., egyben befejező része). Elsőként 2009. november 18-án sugározták az Egyesült Államokban, Magyarországon 2010. február 19-én mutatta be az MTV. A cselekmény szerint a főszereplő gyerekek meglátogatnak egy aquaparkot, ahol azonban annyian vizelnek bele a medencékbe, hogy ez természeti katasztrófát okoz...
Az epizódot – amely az Államokban TV-MA L besorolást kapott – a sorozat egyik megalkotója, Trey Parker írta és rendezte. A Pisipark elsősorban a katasztrófafilmeket parodizálja ki, különösen a 2012 című filmet, amely az epizód bemutatása előtt öt nappal került a mozikba. A Nielsen Ratings adatai szerint a 13. évad befejező részét 2,87 millió háztartásban követték figyelemmel, ezáltal az adott napon a legnézettebb kábeltévés műsornak számított. Ami a kritikai fogadtatást illeti, a Pisipark összességében vegyes reakciókat váltott ki a kritikusokból.

## Cselekmény
|  | Alább a cselekmény részletei következnek! |

Stan Marsh, Kyle Broflovski, Eric Cartman, Kenny McCormick, Jimmy Vulmer és Butters Stotch a Pi Pi's Splashtown nevű aquaparkba látogat. Cartmant feldühíti, hogy a vízipark látogatóinak zöme kisebbségi, Kyle-t pedig az háborítja fel, hogy a látogatók közül sokan a medencébe vizelnek – ezért nem is hajlandó belemenni egyik medencébe sem. Cartman megfigyeléseiből azt a következtetést vonja le, hogy 2012-re a Földön több lesz a kisebbségi, mint a fehér ember. Szerinte ez egybevág azzal a maja jóslattal, amely szerint ugyanebben az évben jön el a világvége. Eközben a helyi tudósok felfedezik, hogy a medencék vizét 98%-ban emberi vizelet alkotja. Úgy vélik, ha még egy valaki belevizel valamelyik medencébe, az láncreakciót indíthat el és katasztrófát okozhat. Pi Pi, a tulajdonos nem hisz a kutatóknak, de a parkon nemsokára vulkáni kitörések és vizeletből álló cunamik söpörnek végig. Rengetegen életüket vesztik a katasztrófában, köztük Kenny is, de a többi főszereplő megmenekül.
A parkot karantén alá helyezik, de nem indul mentőakció, mivel a tudósok szerint a vizelet vérszomjas élőhalottakká változtatta a túlélőket. Hogy elméletüket bizonyítsák, levizelnek egy kísérleti majmot, amely ettől megvadul. A kutatók nagy nehezen rájönnek, hogy miként tehetik a felingerelt majmokat nyugodttá; miközben rávizelnek a majmokra, banánt adnak nekik. A tesztet az önkéntesként jelentkező Randy Marsh-on, Stan apján is elvégzik, hasonló eredménnyel. A barátaitól elszakadt Cartmant egy csapat kisebbségi menti meg egy csónakkal. Cartman a kisebbségieket látva, egyedüli fehérként azt hiszi, az egész világon kihaltak a fehér emberek, és a kisebbség maradt csak életben. Cartman olyan világot képzel el, melyben kisebbségi szlenget kell beszélnie, alacsonyabb béreket kap és végül táborokba kényszerítik.
A többi gyerek egy sziklaszirten talál menedéket, ahol találkoznak Pi Pi-vel, a park tulajdonosával. Pi Pi elmondja nekik, hogy valamelyiküknek le kell merülnie, hogy megnyissa a park vészhelyzet esetén használt lefolyóját. Mivel Kyle az epizód elején elmondta, hogy ő tudja legtovább visszatartani a lélegzetét, neki kell lemerülnie. Legnagyobb elborzadására egy pohár vizeletet is meg kell innia, hogy kiegyenlítődjön a nyomás. Miután Kyle a többiek unszolására nagy nehezen legurít egy pohárral, megjelenik a katonaság, és kimenekíti őket a parkból. Kint találkoznak Cartmannal, aki nagyon boldog, hogy mégsem halt ki az összes fehér amerikai. Kyle megjegyzi, hogy a vizeletnél csak egy dolgot utál jobban, a banánt. Ordítva veszi tudomásul, hogy „ellenméregként” mindnyájuknak meg kell enniük egy banánt.

## Produkció
A 13. évad záróepizódjának számító Pisipark írója és rendezője Trey Parker, a sorozat egyik megalkotója. Az epizód az Egyesült Államokban 2009. november 19-én került először adásba, a Comedy Central-on, TV-MA L besorolással. A magyarországi bemutatóra 2010. február 19-én került sor az MTV-n. Ez volt az évad harmadik olyan része, melyben a sorozatban gyakori elhalálozásairól ismert Kenny McCormick életét veszi (A gyűrű és a B.A.Sz. című epizódok mellett). Az egyik utolsó jelenetben egy, a kezében banánt tartó földönkívüli látható a háttérben. Az idegen jelenléte egy verseny részét képezte, melyet a sorozat hivatalos honlapja szervezett: a földönkívülit megtaláló nyertesnek lehetőséget adtak, hogy animált alakja megjelenhessen a South Park nyitójelenetében.

## Utalások
- Az epizód a katasztrófa filmeket parodizálja, hasonlóan az előző évadbeli Pánjárvány című részhez. Az epizód nagy része leginkább a 2009-ben bemutatásra került 2012 című filmet figurázza ki. A park épületei, mint a Szabadság-szobor és az Eiffel-torony parkbeli kicsinyített mása, hasonlóan pusztulnak el mint a 2012-ben és Roland Emmerich többi katasztrófafilmjében a híres épületek és a történelmi műemlékek. Az epizód utalásokat tartalmaz A függetlenség napja és a Holnapután című filmekre.
- Az epizód parodizálja a közelgő 2012-es év körül kirobbant őrületet, mert a maják jóslata szerint a világ ekkor ér véget. A maja naptár is ekkor fejeződik be.
- A majomkísérletek, melyen során az állatok megvadulnak, utalás a 28 nappal később című horrorfilmre.
- Pi Pi elmondja, hogy ő Velence szülötte, és a város tele van vizelettel. Ez utalás arra, miszerint a velenceiek a szennyvizet az utcákon hömpölygő tengerbe vezetik.
- Mikor Randy Stan nevét kiáltja a helikopterből, egy piros cipőt tart a markában. Ez utalás az Életben maradtak című 1993-as amerikai film egyik híres jelenetére.

## Érdekességek
- Mint a legtöbb South Park epizódban ebben is megfigyelhető egy földönkívüli látogató, amint fürdőnadrágban egy banánt tart az epizód utolsó jeleneteiben.
- Kenny végig csuklya nélkül látható az epizódban, csupán egy úszószemüveg takarja el az arcát, de még így is csak egy jelenet erejéig láthatjuk elölről. Az epizód többi jeleneteiben vagy háttal áll, vagy egy másik gyerek eltakarja az arcát.